# Иван Неврокопски (общественик)
 Тази статия е за българския общественик и политик от XIX – XX век.  За българския политик от XX век вижте Иван Неврокопски (политик).  
Иван Г. Неврокопски е български общественик, политик, активист на македонската емиграция в България.

## Биография
Иван Неврокопски е роден в източния македонски български град Неврокоп, Османската империя. Емигрира в Свободна България и се установява в Радомир, където става активист Демократическата партия и на Македонската организация. Делегат е на Втория (3 до 16 декември 1895 година), Третия македонски конгрес (3 до 11 ноември 1896 година), Шестия (1 до 5 май 1899 година) и Осмия македоно-одрински конгрес от Радомирското македоно-одринско дружество.
По-късно се мести в Дупница, където също е активист на Демократическата партия. В 1908 година е избран за депутат в XIV обикновено народно събрание.